# (213894) 2003 TP2
(213894) 2003 TP2 là một tiểu hành tinh vành đai chính được phát hiện ngày 8 tháng 10 năm 2003 bởi James Whitney Young ở Đài thiên văn Núi bàn gần Wrightwood, California.